# イワン・ロゴフ級揚陸艦
| イワン・ロゴフ級揚陸艦                     | イワン・ロゴフ級揚陸艦             | イワン・ロゴフ級揚陸艦             |
| ------------------------------------------ | ---------------------------------- | ---------------------------------- |
|                                            |                                    |                                    |
| 航行中の「イワン・ロゴフ」（1982年5月1日） |                                    |                                    |
| 概歴                                       |                                    |                                    |
| 建造期間                                   | 1976年 - 1990年                    | 1976年 - 1990年                    |
| 就役期間                                   | 1978年 - 2012年                    | 1978年 - 2012年                    |
| 次級                                       | 最新                               | 最新                               |
| 性能諸元                                   |                                    |                                    |
| 艦種                                       | ドック型揚陸艦                     | ドック型揚陸艦                     |
| 排水量                                     | 基準：11,580t                      | 基準：11,580t                      |
| 排水量                                     | 満載：14,000t                      |                                    |
| 全長                                       | 158m                               | 158m                               |
| 全幅                                       | 24.5m                              | 24.5m                              |
| 吃水                                       | 5.5m                               | 5.5m                               |
| 機関                                       | ガスタービンエンジン（9,000hp）    | 2基                                |
| 機関                                       | 推進機                             | 2軸                                |
| 速力                                       | 最大21ノット                       | 最大21ノット                       |
| 航続距離                                   | 12,500海里（巡航速度14ノット）     | 12,500海里（巡航速度14ノット）     |
| 乗員                                       | 400人                              | 400人                              |
| 兵装                                       | AK-726 76.2mm連装砲                | 1基                                |
| 兵装                                       | AK-630 CIWS                        | 4基                                |
| 兵装                                       | オサーM（9K33：20発）SAM連装発射機 | 1基                                |
| 兵装                                       | 9K34SAM4連装発射機                 | 2基                                |
| 兵装                                       | 122mmロケット発射機                |                                    |
| 搭載機                                     | Ka-25、Ka-27、Ka-29                | 4機                                |
| 輸送能力                                   |                                    |                                    |
| 積載量                                     | 2,500t                             | 2,500t                             |
| 人員                                       | 520人                              | 520人                              |
| 車両                                       | 戦車                               | 25両                               |
| ドック                                     | ホバークラフト2隻又は小型揚陸艇1隻 | ホバークラフト2隻又は小型揚陸艇1隻 |
| ドック                                     | 未使用時：戦車46両もしくは車両79両 |                                    |

イワン・ロゴフ級大型揚陸艦（ロシア語:Большие  десантные корабли типа «Иван Рогов»バリシーイェ・ヂサーントヌィイェ・カラブリー・チーパ・イヴァーン・ラゴーフ）は、ソビエト連邦で建造された大型揚陸艦である。計画名では、1174号計画「ノソローク」型大型揚陸艦（Большие  десантные корабли проекта 1174 «Носорог»―・プライェークタ1174ナサローク）と呼ばれる。計画秘匿名の「ノソローク」は、ロシア語で「犀」のこと。

## 建造
1970年代、セルゲイ・ゴルシコフの指導下でソ連海軍の海洋海軍化が図られた。両用戦戦力も従来の揚陸艦に加え、より大型の揚陸艦の建造が企図され、1976年に一番艦イワン・ロゴフの建造が開始された。

## 艦体
ドック型揚陸艦と通常の揚陸艦の機能を併せ持つ。船首部分は、ビーチングに対応したランプドアを備え、後部にはホバークラフトであるレベッド型エアクッション揚陸艇が2隻運用可能なウェルドックがある。艦橋後方とクレーン前方には、ヘリコプターのランディングスポットが2箇所あり、格納庫には最大4機のKa-29ヘリコプターを搭載することが可能。
武装は、ソ連海軍の典型的な個艦防空用兵器であるオサーM艦対空ミサイル連装発射機を1基、AK-630CIWSを4門装備する。これらは限定的だが揚陸時の火力支援にも有効である。さらに上陸支援専用に、BM-21と同じ122mmロケットランチャーを艦橋右前方の構造物の上に装備するほか、艦首にはAK-726 76.2mm連装砲を1門装備する。

## 運用
最初の2 艦は太平洋艦隊に配備され、残る1艦は北方艦隊に配備された。
その後、ソビエト連邦の崩壊による慢性的な予算不足と太平洋艦隊の重要度の低下により、太平洋艦隊の2隻は予備役に編入され、2007年には、北方艦隊所属のミトロファン・モスカレンコのみが実働可能な状態にあった。ただし2002年からミトロファン・モスカレンコも予備役であったとする情報もある。
2012年にはミトロファン・モスカレンコの退役とスクラップとしての売却が決定され、2019年5月に処分されたことが発表された。
過去には、フランスからのミストラル級強襲揚陸艦購入が挫折した場合の代替として退役したアレクサンドル・ニコラエフとミトロファン・モスカレンコを修復して現役復帰させる可能性があるとの報道が行なわれており、エンジンの交換を含む大規模な修理のほか、すべての機材の交換が必要となり、数年の期間と10億ルーブルの費用が掛かるとされていた。

## 同型艦
| 艦名                                                                     | 起工   | 就役   | 退役   |
| ------------------------------------------------------------------------ | ------ | ------ | ------ |
| イワン・ロゴフ （Ivan Rogov、Иван Рогов）                                | 1976年 | 1978年 | 1996年 |
| アレクサンドル・ニコラーエフ （Aleksandr Nikolayev、Александр Николаев） | 1980年 | 1982年 | 1997年 |
| ミトロファン・モスカレンコ （Mitrofan Moskalenko、Митрофан Москаленко）  | 1989年 | 1990年 | 2012年 |